# Psilophrys tenuicornis
Psilophrys tenuicornis är en stekelart som beskrevs av Graham 1969. Psilophrys tenuicornis ingår i släktet Psilophrys och familjen sköldlussteklar. Inga underarter finns listade i Catalogue of Life.